# Symplectoscyphus minutus
Symplectoscyphus minutus är en nässeldjursart som först beskrevs av Nutting 1904.  Symplectoscyphus minutus ingår i släktet Symplectoscyphus och familjen Sertulariidae. Inga underarter finns listade i Catalogue of Life.